# Marc Hottiger
Marc Hottiger (Lausanne, 1967. november 7. –) svájci német labdarúgóhátvéd.
A svájci válogatott tagjaként részt vett az 1994-es labdarúgó-világbajnokságon és az 1996-os labdarúgó-Európa-bajnokságon.